# Роман од Ле Пеја
Роман од Ле Пеја је био француски крсташ, учесник Првог крсташког рата и господар Трансјорданије.

## Биографија
Роман је у Свету земљу дошао у склопу армије Ремона од Сен Жила. Према неким изворима, Роман је први господар крсташке државе Трансјорданије. У изворима се први пут спомиње као пратилац папског легата Адемара ле Пеја коме је највероватније био рођак. Године 1134. учествовао је у завери Ига II због чега га је Фулк I протерао из Свете земље и његове поседе предао Пагану Батлеру.